# Alpha Doradus
Désignations
Alpha Doradus (α Dor / α Doradus) est l'étoile la plus brillante de la constellation de la Dorade. D'après la mesure de sa parallaxe annuelle par le satellite Hipparcos, elle est située à environ 169 années-lumière de la Terre.
Alpha Doradus est une étoile binaire, ses deux étoiles tournant l'une autour de l'autre selon une période orbitale de 12,10 ans et avec une excentricité de 0,18. Sa composante primaire est une géante de type spectral A0IIIpSi. C'est une étoile variable de type Alpha2 Canum Venaticorum, sa magnitude apparente passant de 3,26 à 3,30 en 2,95 jours. Son compagnon est une étoile bleu-blanc sous-géante de type spectral B9IV.